# Argañín
Argañín település Spanyolországban,  Zamora tartományban. Argañín Gamones, Luelmo, Fariza és Torregamones községekkel határos. Lakosainak száma 80 fő (2024).

## Népesség
A település lakosságának változását az alábbi diagram mutatja:
| Lakosok száma | 97   | 89   | 84   | 78   | 80   | 78   | 79   | 80   | 74   | 80   |
|               | 2001 | 2004 | 2007 | 2009 | 2012 | 2014 | 2017 | 2019 | 2022 | 2024 |